# Њунан (Џорџија)
Њунан (енгл. Newnan) град је у америчкој савезној држави Џорџија. По попису становништва из 2010. у њему је живело 33.039 становника.

## Демографија
Према попису становништва из 2010. у граду је живело 33.039 становника, што је 16.797 (103,4%) становника више него 2000. године.
| Група             | 2000.         | 2010.          |
| Белци             | 8.347 (51,4%) | 17.943 (54,3%) |
| Афроамериканци    | 6.846 (42,1%) | 9.978 (30,2%)  |
| Азијати           | 118 (0,7%)    | 868 (2,6%)     |
| Хиспаноамериканци | 806 (5,0%)    | 3.619 (11,0%)  |
| Укупно            | 16.242        | 33.039         |